# Torna caro ideal
Torna, caro ideal! è un film del 1939 diretto da Guido Brignone.
Segnò il debutto cinematografico di Claudio Gora.

## Trama
1875, Londra. Francesco Paolo Tosti compositore di grande qualità, dà lezioni di canto ad una nobile ragazza polacca, Maria Vernowska, che viene espulsa dal paese perché sospetta di spionaggio. Tosti era legato sentimentalmente alla cantante Dionisia Tessèri e non esita a lasciarla per portare in Italia Maria, prima a Roma e poi a Napoli e ancora in Abruzzo presso il pittore Michetti.
Naturalmente l'amore tra loro era nato e si era accresciuto, anche la Tessèri si rende conto di quell'amore sincero e raggiante e si ritira in buon ordine. Nel frattempo la fanciulla scopre di essere affetta da un male incurabile e di essere vicina alla morte e, per non intralciare il lavoro del compositore torna alla casa paterna dove poco dopo muore. Tosti dà vita alla famosa romanza "Torna caro ideal", la cantante Tessèri si riavvicina a lui.

## Produzione
Il film fu girato negli studi romani della S.A.F.A. Palatino, e parte in Abruzzo tra Poggiofiorito e Francavilla al Mare, presso il Conventino che fu il cenacolo culturale di Francesco Paolo Michetti,  Gabriele D'Annunzio e Francesco Paolo Tosti.

## Colonna sonora
Le musiche di Francesco Paolo Tosti sono adattate da Guido Albanese e Ettore Montanaro. Le voci dei cantanti sono di Pia Tassinari e Ferruccio Tagliavini.

## Distribuzione
Il film venne distribuito nel circuito cinematografico italiano nel dicembre del 1939.

## Accoglienza

### Critica
- "Il film è lineare e patetico nella sua fluida spontaneità. E Brignone vi ha messo dentro accenti di commozione sincera e tocchi ambientali (la tappa al convento Michettiano di Francavilla è una delle cose più felicemente raccontate) d'efficacia sicura. Anche gli attori sono sufficientemente convincenti: Laura Adani non mostra sicuri requisiti fotogenici, né l'obbiettivo ha tentato di interpretarne l'espressiva finezza, ma fa del suo personaggio una dolente e commovente creatura, Claudio Gora è un protagonista un po' algido ma di buona tempra [..]" (Achille Vesce, Il Mattino, 24 dicembre 1939).
- "Non era facile rievocare l'ambiente mondano ed artistico dell'epoca in cui visse e operò Francesco Paolo Tosti pur indulgendo qua e là in quadri di vecchio stile, [..] Brignone ha mostrato molto gusto e misura nell'allestire la decorosa e  decorativa scena del concerto in casa di Osborne e nel caratterizzare amabilmente la riunione degli artisti nello studio dello scultore Barbella, l'ambiente del 'convento' michettiano a Francavilla, il pellegrinaggio al santuario, lo sposalizio col saltarello in quel d'Abruzzo e la passeggiata al Pincio. [..] Naturalmente le divagazioni paesistiche e ambientali sono animate su uno sfondo musicale che proprio si bea, in un rigurgito di sentimentalismo e di malinconia, dell'onda ora lenta e commossa, ora travolgente e drammatica, della vena melodica di Tosti. La scenografia e i costumi sono ricchi, accurati nei minimi dettagli, deliziosi. [..] Come ha scritto un nostro collega si può concludere: è  un film gentile!" (Francesco Callari, Film, 30 dicembre 1939).